# République de Bade
Pour les articles homonymes, voir Bade.
1918–1945
Entités précédentes :
- Grand-duché de Bade

Entités suivantes :
- Wurtemberg-Bade
- Bade-du-Sud

La république de Bade (en allemand : Republik Baden) est un ancien État du sud-ouest de l'Allemagne, créé le 14 novembre 1918 à l'issue de la Première Guerre mondiale, lorsque la monarchie fut abolie dans le grand-duché de Bade. La république devint alors un Land de la république allemande de Weimar.

La république de Bade de 1918 à 1945 au sein de la république de Weimar

Durant le Troisième Reich, elle formera avec l'Alsace voisine un Gau de « Baden-Elsaß », avec Strasbourg pour capitale.
À l'issue de la Seconde Guerre mondiale, la république de Bade fut, de même que le Land voisin de l’État libre populaire de Wurtemberg, coupée en deux, chaque partie étant placée sous deux zones d'occupation distinctes. En effet, les Américains souhaitaient que l’autoroute qui menait de Karlsruhe à Munich, l’actuelle Bundesautobahn 8, fût placée entièrement dans leur zone : 
- la partie septentrionale, constituée de la région de Karlsruhe et des territoires situés au nord de celle-ci, fut donc placée sous zone d'occupation américaine et forma le district (Landesbezirke) de Bade-du-Nord (celui-ci fusionna avec le district de Wurtemberg-du-Nord pour constituer le land de Wurtemberg-Bade) ;
- la partie méridionale restante, sous zone d'occupation française, constitua le land de Bade-du-Sud.

Ainsi le dessin exact de la frontière entre les deux zones correspondait aux limites sud des districts préexistants qui étaient traversées par cette autoroute.